# Pyrinia zizana
Pyrinia zizana är en fjärilsart som beskrevs av Paul Dognin 1896. Pyrinia zizana ingår i släktet Pyrinia och familjen mätare. Inga underarter finns listade.